# Григорян, Давид Жораевич
Давид Жораевич Григорян (арм. Դավիթ Գրիգորյան; 28 декабря 1982, Ереван, Армянская ССР, СССР) — армянский футболист, защитник.

## Клубная карьера
Начал профессиональную карьеру в 1999 году в клубе «Ереван». В этом же году за недолго до расформирования сыграл 3 матча в команде «Двин».
С 2000 по 2004 года защищал цвета клуба «Мика», в котором провёл 96 матчей и забил 24 гола. Дебютный матч за клуб провёл 4 апреля 2000 года против «Звартноца».
В 2005 году на два сезона перешёл в Казахстанский «Есиль-Богатырь». В 2007 году вернулся в «Мику» и играл в нём до 2009 года. Четыре сезона провёл в «Улиссе», после чего перешёл в другой столичный клуб — «Арарат».
Летом 2014 года в очередной раз вернулся в «Мику».

## Карьера за сборную
Дебют за сборную Армении состоялся 18 февраля 2004 года в матче Кубка Кипрской футбольной ассоциации против сборной Венгрии (0-2). Последний — матч квалификации на чемпионат мира 2006 против Румынии (8 июня 2005 года). Всего Григорян провёл за сборную 8 матчей.

### Статистика
| Сборная Армении | Сборная Армении | Сборная Армении |
| Год             | Матчи           | Голы            |
| --------------- | --------------- | --------------- |
| 2004            | 5               | 0               |
| 2005            | 3               | 0               |
| Total           | 8               | 0               |